# Ремі Ван Лірде
Ремі Ван Лірде (нід. Remy Van Lierde; 14 серпня 1915 — 8 червня 1990) — бельгійський льотчик-ас, полковник.

## Біографія
16 вересня 1935 року приєднався до Бельгійських ВПС. Спочатку пройшов підготовку спостерігача, 1 травня 1937 року розпочав навчання льотчиків, яке закінчив у квітні 1938 року. Служив у 3-му дивізіоні 1-го авіаційного полку. Під час Бельгійської кампанії, у званні сержанта, виконував розвідувальні польоти на застарілих біпланах Fairey Fox. 16 травня 1940 року збитий німецькою зенітною артилерією, був поранений і потрапив у полон. У вересні 1940 року, оговтавшись від ран, покинув Бельгію і через окуповану Францію дістався до Іспанії. Його заарештували за незаконний перетин кордону та ув’язнили у таборі Міранда-де-Ебро. Після успішної втечі 22 липня 1941 року прибув до Англії.
Після допиту MI5 приєднався до Королівських ВПС 5 вересня. Наступні 3 місяці провів у 57-му підрозділі оперативної підготовки в Гавардені. 6 січня 1942 року призначений в ескадрилью 609 у званні другого лейтенанта. 2 червня 1942 року пошкодив Dornier Do 217 над Скегнессом (Ван Лірде летів на Spitfire MkVb). У 1942 році отримав звання лейтенанта.
Ван Лірде здобув першу перемогу 20 січня 1943 року, пролетівши на винищувачі Typhoon Ib, збивши Messerschmitt Bf 109 над південним узбережжям Англії. 26 березня він збив Ju 52 над Бельгією, що підтвердили місцеві жителі, в тому числі дружина Ван Лірде, яка здивувала його після війни, показавши йому частини збитого літака в саду. 14 травня 1943 року, як перший пілот, він скинув бомби з Тайфуну, а на зворотному шляху збив He 111. 30 липня збив Bf 109, 5 жовтня — Ju 88 і знищив один літак на землі. Остання його перемога була 30 листопада 1943 року над Me 110. Ван Лірде став найрезультативнішим бельгійським асом.
У вересні 1943 року отримав звання капітана, а 22 грудня призначений до Центральної артилерійської школи при Саттон-Бриджі. Повернувся до бойових польотів 7 лютого 1944 року. 27 квітня переведений до 3-ї ескадрильї, оснащеної винищувачами Tempest Mk V. 20 серпня на посаді керівника ескадрильї прийняв командування 164-ю ескадрою, завданням якої була боротьба з летючими бомбами Фау-1. Ван Лірде збив 44 бомби, що летіли поодинці, і ще 9 командно, що зробило його другим найефективнішим пілотом у боротьбі з Фау-1 (після Джозефа Беррі). З травня 1945 року служив у підрозділі підтримки групи 84 бельгійським офіцером зв’язку, потім у штабі Другого тактичного ВПС.
У серпні 1945 року став командувачем 350-ї бельгійської ескадри RAF, оснащеної плювальними вогнями, у жовтні 1946 року його підрозділ був включений до складу бельгійських ВПС. У червні 1946 року прийняв командування 1-м бельгійським винищувальним крилом у складі двох ескадрилій (349 та 350), дислокованих у Бовешені. З жовтня 1947 року по листопад 1950 року —керівник оперативного бюро, навчався в 1948 році у школі персоналу RAF. Командував авіабазою в К'євірі, а з 1 грудня 1950 року керував 7-м винищувальним крилом. У 1953 році призначений до Оперативної групи начальників штабів, у вересні 1953 року — радником колишнього короля Леопольда III. У вересні 1954 року отримав звання підполковника, через 2 роки став заступником керівника апарату міністра оборони. У вересні 1958 року йому було присвоєно звання полковника.
У листопаді 1958 року він вилетів разом з капітаном Івом Бодартом на базу Дансфолд в Англії для тестових польотів реактивного літака Hawker Hunter, під час яких одним із перших бельгійців прорвав звуковий бар'єр. З 1959 року командував базою в Каміні, в Бельгійському Конго В 1959 році під час польоту на вертольоті помітив на землі величезну змію (приблизна довжина — 15 метрів) і сфотографував її.  Після повернення до Бельгії знову командував 7-м винищувальним крилом і базою в К'євері. 1 січня 1968 року вийшов на пенсію.

## Нагороди
- Хрест «За видатні льотні заслуги» (Велика Британія) з двома застібками
  - хрест (25 червня 1943)
  - перша застібка (серпень 1944)
  - друга застібка (липень 1945)